# 约纳坦·埃里克松
约纳坦·埃里克松（瑞典語：Jonathan Ericsson，1984年3月2日—），瑞典男子冰球运动员。他曾代表瑞典参加2014年冬季奥林匹克运动会冰球比赛，获得一枚银牌。哥哥伊米同样是冰球选手。